# Pietro Farnese

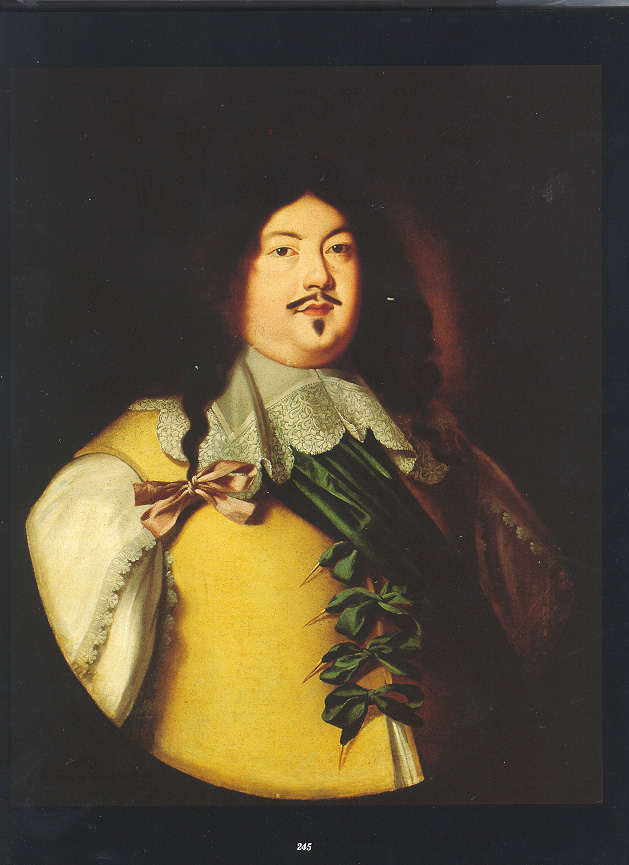
Il duca Odoardo, padre di Pietro

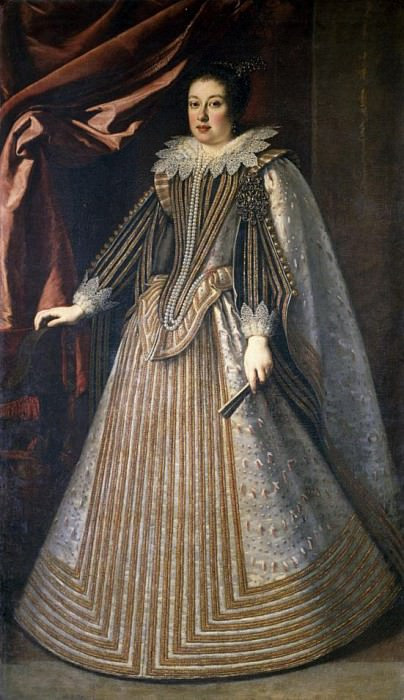
Margherita de' Medici, madre di Pietro

Pietro Farnese (Piacenza, 20 aprile 1639 – Parma, 4 marzo 1677) era l'ultimo figlio di Odoardo I Farnese, duca di Parma e Piacenza, e di Margherita de' Medici, figlia del Granduca di Toscana Cosimo II de' Medici.

## Biografia
Alla morte di suo padre nel 1646 divenne duca il primogenito Ranuccio II Farnese. I fratelli Alessandro e Orazio furono generali; sua sorella Caterina prese i voti nel monastero cittadino delle Carmelitane Scalze, dove morì in concetto di santità.
Nel 1668 divenne signore di Penne, Leonessa, Ortona e Cittaducale, possedimenti che gli furono concessi fino alla morte.
Mentre Penne, Cittaducale e Leonessa furono la dote che Carlo V diede nel 1522 a sua figlia Margherita, sposa di Ottavio Farnese, il feudo di Ortona si trovava tra le proprietà della famiglia Farnese in quanto venne acquistato, semidistrutto dalle incursioni saracene del XVI sec, nel 1582 dalla duchessa Margherita d'Austria.

## Discendenza
Pietro Farnese non si sposò mai e non si conoscono figli naturali. Una fonte riporta che divenne cardinale ma senza riportare alcun'altra indicazione.

## Ascendenza
|                           |                         |                                 | Genitori                             |  |  | Nonni |  |  | Bisnonni           |  |  | Trisnonni       |  |
|                           |                         |                                 |                                      |  |  |       |  |  | Alessandro Farnese |  |  | Ottavio Farnese |  |
|                           |                         |                                 |                                      |  |  |       |  |  | Alessandro Farnese |  |  | Ottavio Farnese |  |
|                           |                         | Margherita d'Austria            |                                      |  |  |       |  |  | Alessandro Farnese |  |  |                 |  |
| Ranuccio I Farnese        |                         |                                 |                                      |  |  |       |  |  | Alessandro Farnese |  |  |                 |  |
|                           |                         | Maria d'Aviz                    | Eduardo d'Aviz                       |  |  |       |  |  |                    |  |  |                 |  |
|                           |                         | Maria d'Aviz                    | Eduardo d'Aviz                       |  |  |       |  |  |                    |  |  |                 |  |
|                           |                         | Maria d'Aviz                    | Isabella di Braganza                 |  |  |       |  |  |                    |  |  |                 |  |
| Odoardo I Farnese         |                         | Maria d'Aviz                    |                                      |  |  |       |  |  |                    |  |  |                 |  |
|                           |                         | Giovanni Francesco Aldobrandini | Giorgio Aldobrandini                 |  |  |       |  |  |                    |  |  |                 |  |
|                           |                         | Giovanni Francesco Aldobrandini | Giorgio Aldobrandini                 |  |  |       |  |  |                    |  |  |                 |  |
|                           |                         | Giovanni Francesco Aldobrandini | Margherita Del Corno                 |  |  |       |  |  |                    |  |  |                 |  |
| Margherita Aldobrandini   |                         | Giovanni Francesco Aldobrandini |                                      |  |  |       |  |  |                    |  |  |                 |  |
|                           |                         | Olimpia Aldobrandini            | Pietro Aldobrandini                  |  |  |       |  |  |                    |  |  |                 |  |
|                           |                         | Olimpia Aldobrandini            | Pietro Aldobrandini                  |  |  |       |  |  |                    |  |  |                 |  |
|                           |                         | Olimpia Aldobrandini            | Flaminia Ferracci                    |  |  |       |  |  |                    |  |  |                 |  |
| Pietro Farnese            |                         | Olimpia Aldobrandini            |                                      |  |  |       |  |  |                    |  |  |                 |  |
|                           | Ferdinando I de' Medici | Cosimo I de' Medici             |                                      |  |  |       |  |  |                    |  |  |                 |  |
|                           | Ferdinando I de' Medici | Cosimo I de' Medici             |                                      |  |  |       |  |  |                    |  |  |                 |  |
|                           | Ferdinando I de' Medici | Eleonora di Toledo              |                                      |  |  |       |  |  |                    |  |  |                 |  |
| Cosimo II de' Medici      | Ferdinando I de' Medici |                                 |                                      |  |  |       |  |  |                    |  |  |                 |  |
|                           |                         | Cristina di Lorena              | Carlo III di Lorena                  |  |  |       |  |  |                    |  |  |                 |  |
|                           |                         | Cristina di Lorena              | Carlo III di Lorena                  |  |  |       |  |  |                    |  |  |                 |  |
|                           |                         | Cristina di Lorena              | Claudia di Valois                    |  |  |       |  |  |                    |  |  |                 |  |
| Margherita de' Medici     |                         | Cristina di Lorena              |                                      |  |  |       |  |  |                    |  |  |                 |  |
|                           |                         | Carlo II d'Austria              | Ferdinando I del Sacro Romano Impero |  |  |       |  |  |                    |  |  |                 |  |
|                           |                         | Carlo II d'Austria              | Ferdinando I del Sacro Romano Impero |  |  |       |  |  |                    |  |  |                 |  |
|                           |                         | Carlo II d'Austria              | Anna Jagellone                       |  |  |       |  |  |                    |  |  |                 |  |
| Maria Maddalena d'Austria |                         | Carlo II d'Austria              |                                      |  |  |       |  |  |                    |  |  |                 |  |
|                           |                         | Maria Anna di Wittelsbach       | Alberto V di Baviera                 |  |  |       |  |  |                    |  |  |                 |  |
|                           |                         | Maria Anna di Wittelsbach       | Alberto V di Baviera                 |  |  |       |  |  |                    |  |  |                 |  |
|                           |                         | Maria Anna di Wittelsbach       | Anna d'Asburgo                       |  |  |       |  |  |                    |  |  |                 |  |
|                           |                         | Maria Anna di Wittelsbach       |                                      |  |  |       |  |  |                    |  |  |                 |  |